# Drac de Granollers
El drac de Granollers és un drac tricèfal que va sortir de la colla de Diables, l'any 1990 per celebrar el seu cinquè aniversari. Va ser dissenyat i construït per Ramon Aumedes (Taller Sarandaca).
És part dels correfocs de la festa major de Blancs i Blaus, ja que ell acaba a la plaça de la Porxada, en un món de música, foc i gresca. Té dos balls propis composts per Lluís Soler. Una de les activitats principals de la colla és la mostra de bestiari de foc que es realitza cada any a Granollers durant el mes de maig. La colla del drac ha realitzat nombroses actuacions per Catalunya, les Illes Balears i el País Valencià.
El drac petit de Granollers és un drac tricèfal que va néixer l'any 2001 obra de l'escultor Ramon Aumedes del Taller Sarandaca de Granollers per commemorar el 10è aniversari del Drac de Granollers, creat amb la idea crear una rèplica més petita del drac tricèfal de la ciutat per als més petits i així poder assegurar la continuïtat de la colla. Té un ball propi compost per Jordi Montpart.